# Havilah (Kalifornien)
Havilah ist eine Unincorporated Community im Kern County, Kalifornien, USA. Der Ort liegt in der südlichen Sierra Nevada zwischen dem Walker Basin und dem Tal des Kern River, südlich des Lake Isabella.

## Geschichte

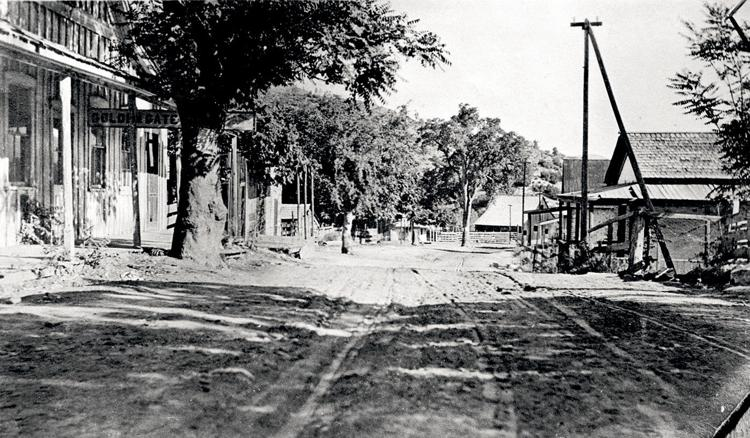
Havilah, 1910

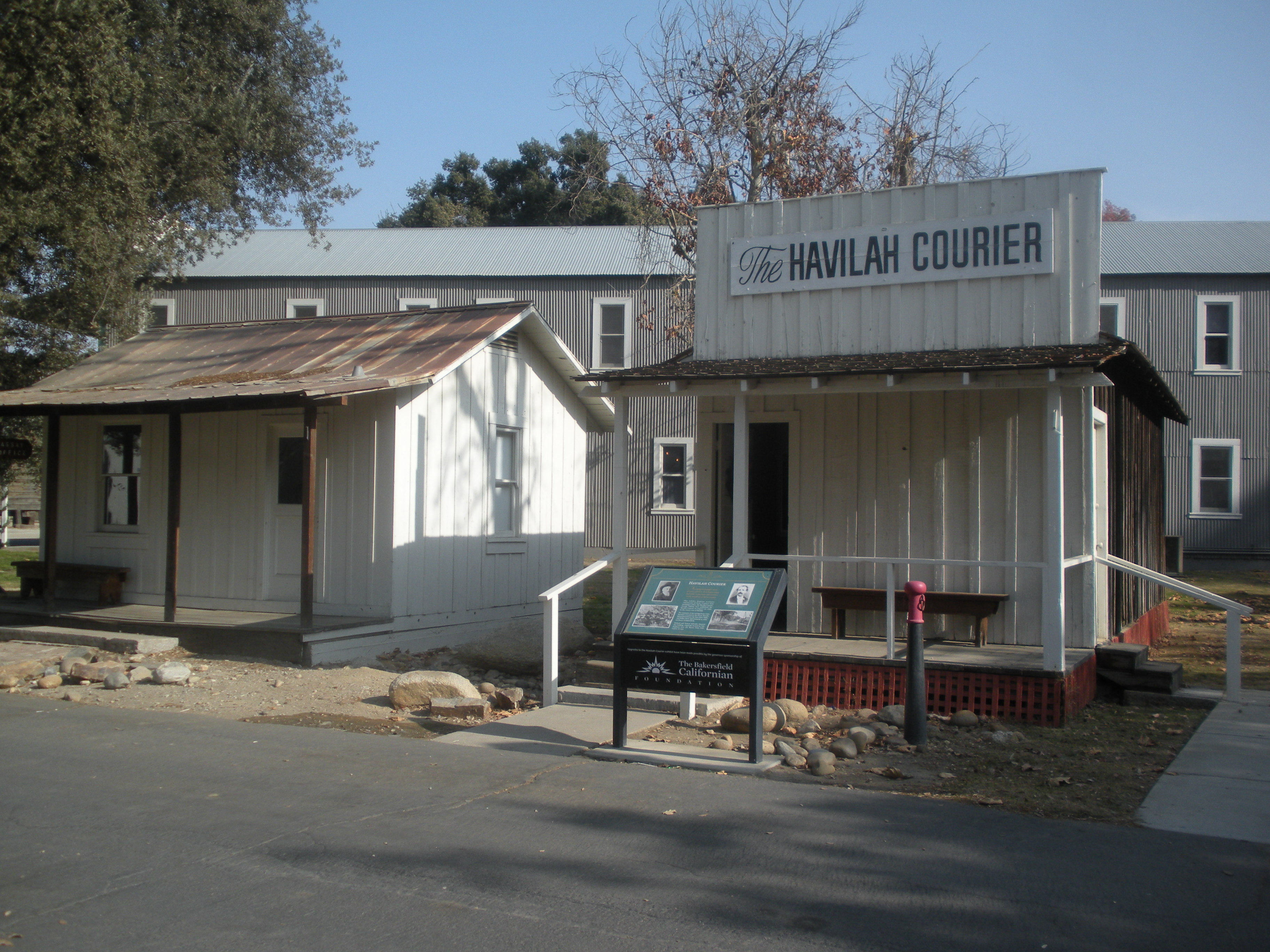
Ehemaliges Gebäude des Havilah Courier, jetzt Teil des Kern County Museum

Asbury Harpending kam 1864 in die Gegend, in der es viele Südstaaten-Sympathisanten gab. Nachdem die Gruppe Goldvorkommen am Clear Creek, einem Nebenfluss des Kern River, gefunden hatte, beanspruchte sie ein Stadtgebiet an der Straße von Keyesville nach Tehachapi und benannte es nach dem biblischen Land Hawila, „wo es Gold gibt“ (Genesis 2:11). Ende 1865 war Havilah eine boomende Stadt mit fast tausend Einwohnern, hauptsächlich Bergleuten, die im Clear Creek Mining District arbeiteten.
Havilah wurde bei der Gründung von Kern County am 2. April 1866 Sitz der County-Verwaltung. Die Verwaltung wurde 1872 nach Bakersfield verlegt. Havilah ist als California Historical Landmark #100 registriert.
Abgesehen vom Old Havilah Cemetery gibt es nur wenige Überreste der ursprünglichen Siedlung, die größtenteils in den 1920er Jahren durch Brände zerstört wurde. Ein Nachbau des Gerichtsgebäudes und des Schulhauses mit einem Raum wurden in der Nähe ihrer ursprünglichen Standorte errichtet.
In der kalifornischen Waldbrandsaison 2024 wurde die Stadt durch das Borel Fire fast gänzlich zerstört.